# Мефодий III
Мефодий III Моронис (греч. Μεθόδιος Γ Μορώνης; 1603, Канеа — 1679, Венеция) — патриарх Константинопольский, занимавший пост на протяжении трёх лет (5 января 1668 — март 1671).
Предшественником патриарха Мефодия III был патриарх Климент, а преемником — патриарх Дионисий IV.

## Биография
Мефодий III родился в Канее на острове Крите. В годы Турецко-венецианской войны Мефодий III поддерживал венецианцев. Впоследствии Мефодий III стал настоятелем церкви Пресвятой Богородицы Хрисопиги в Галате. Мефодий III был возведен в сан митрополита Ираклии 17 декабря 1646 года.
В начале 1668 года Мефодий III был избран на Константинопольскую кафедру. В период патриаршего служения Мефодий III противостоял католическому и протестантскому влияниям.
Также Мефодий III распространял в Константинополе экземпляры первого издания «Православного исповедания» под авторством митрополита Петра Могилы 1666 года. Совместно с патриархом Иерусалимским Нектарием Мефодий III осудил за католические высказывания автора «Истории Иерусалимских патриархов» митрополита Газского Паисия Лигарида. В 1668 году при поддержке Мефодия III архиепископ Никифор созвал на Кипре Собор, направленный против кальвинистских учений. В 1670 году по поручению Мефодия III Александр II Маврокордат написал ответ на 10 богословских вопросов к православным от англиканской церкви.
Мефодий III был вынужден оставить кафедру из-за интриг со стороны уже дважды смещенного с Патриаршего престола Парфения IV. Он провел некоторое время под арестом, а затем несколько месяцев 1671 года скрывался в домах английских и французских послов. Краткое третье Патриаршество Парфения IV закончилось в сентябре 1671 года, новым патриархом стал Дионисий IV Серогланис, Мефодий III присутствовал на его интронизации в ноябре 1671 года.
Также Мефодий III подписал томос Константинопольского Собора, созванного в январе 1672 года Дионисием IV. Вскоре Мефодий III переехал на остров Хиос в монастырь Неа-Мони. В 1675 году он отправился на остров Закинф, где по распоряжению венецианских властей стал распорядителем имущества Строфадского монастыря. Однако Мефодий III жил в городе, а не в самом монастыре, что вызвало недовольство братии.
19 декабря 1677 года Мефодий III был избран главой православной общины Венеции, эпитропом церкви Сан-Джорджо-деи-Гречи и митрополитом Филадельфийским. Переговоры о назначении Мефодия III начались в ноябре 1677 года, однако против него выступили сначала патриарх Венеции Джанфранческо Морозини, а июне 1678 года папа Римский Иннокентий XI.
Патриарх Мефодий III скончался в 1679 году в Венеции.